# Oenomys
Oenomys (Thomas, 1904) è un genere di Roditori della famiglia dei Muridae.

## Descrizione
Al genere Oenomys appartengono roditori di piccole dimensioni, con lunghezza della testa e del corpo tra 105 e 180 mm, la lunghezza della coda tra 140 e 205 mm e un peso fino a 121 g.

Il cranio ha un piccolo osso inter-orbitale e creste sopra-orbitali ben sviluppate. Il rostro è lungo e robusto. Il palato è stretto, la bolla timpanica è grande. I molari sono grandi e con le cuspidi prominenti.

Sono caratterizzati dalla seguente formula dentaria:
I: {\displaystyle {\frac {1}{1}}}; C: {\displaystyle {\frac {0}{0}}}; Pm: {\displaystyle {\frac {0}{0}}}; M: {\displaystyle {\frac {3}{3}}\times 2\,=\ 16}
La pelliccia è soffice e lanosa, con dei peli fini e lunghi che ne fuoriescono. È caratterizzato dal colore rossiccio dei lati del naso. Le orecchie sono grandi, rotonde e ricoperte di peli. La pianta dei piedi è priva di peli e munita di 5 cuscinetti ben sviluppati. Il quinto dito del piede è alquanto allungato. La coda è scarsamente ricoperta di peli ed è più lunga della testa e del corpo. Ha circa 12 anelli di scaglie per centimetro. Le femmine hanno due paia di mammelle pettorali e due inguinali. Alcuni individui possono avere solo un paio, oppure nessuno, di mammelle pettorali.

## Distribuzione
Questo genere è diffuso nell'Africa subsahariana.

## Tassonomia
Il genere comprende 2 specie.
- Oenomys hypoxanthus
- Oenomys ornatus